# Het witte bloed (De Kiekeboes-album)
Het witte bloed is het 36ste stripverhaal van De Kiekeboes. De reeks wordt getekend door striptekenaar Merho. Het is vertaald in het Engels en Frans en werd ook verfilmd in 1992 als Het witte bloed.

## Plot
De familie Kiekeboe gaat op vakantie naar de camping "Het Nieuwe Paradijs". Onderweg rijdt Kiekeboe een man aan die daardoor een hoofdwond oploopt waaruit wit bloed komt. Een ambulance die de man achtervolgde neemt hem mee. Verwonderd besluit de familie het incident te vergeten en hun reis voort te zetten. Op de camping blijkt dat het gezin Van Der Neffe, Fernand Goegebuer, Inspecteur Sapperdeboere, Balthazar en Moemoe er ook allemaal hun vakantie doorbrengen. Dan volgt er nóg een verrassende ontdekking: Fernand Goegebuer heeft nu een relatie met een ex-vriendin van Kiekeboe: Thea Traal. Kiekeboe begint zich af te vragen waarom hij eigenlijk de hele reis gemaakt heeft. Dan ontdekt hij zijn knappe buurvrouw op de camping, Mona, op wie Charlotte Kiekeboe meteen jaloers wordt.
Die avond gaat Fanny in de plaatselijke discotheek dansen, waar ze een jongen leert kennen: Mikal. Ze loopt samen met hem mee naar zijn campingstek, waar Mikals grootvader, Vladimir Hikkel, verblijft. Balthazar gaat ondertussen vermomd als padvinder op verkenning in de buurt van de kliniek van dokter Van Pier, maar vindt de plek te eng. De volgende dag wacht Fanny op Mikal met wie ze heeft afgesproken. Omdat hij niet opdaagt keert ze terug naar zijn campingstek waar ze hem en Vladimir ontdekt terwijl ze slapen in doodskisten. Vol afschuw vlucht Fanny weg. Omdat ze meteen aan vampiers moet denken gaat ze naar de plaatselijke bibliotheek informatie over deze wezens opzoeken. De volgende avond, tijdens het concert van de groep The Swinging Vampires, duikt Mikal weer op. Fanny denkt dat hij een vampier is en heeft daarom knoflook bij. Mikal bekent dat zijn grootvader, een vampier, hem vaak bekritiseert omdat hij niet van bloed, maar wel van look houdt. Hij legt uit dat hij 's nachts vaak bloed gaat stelen uit de privékliniek van Dokter Van Pier om Vladmir te voeden. Die avond gaat Fanny mee met Mikal en ontdekt dat een Japanse wetenschapper in de kliniek opgesloten zit. Mikal steelt enkele blikjes bloed en vlucht weg. Balthazar, die het gebouw ook kwam onderzoeken, wordt betrapt en opgesloten. Als Fanny en Mikal Vladimir het bloed geven, gooit deze het weg als hij het proeft en ze merken dat het bloed wit is. Fanny legt meteen een link tussen de patiënt die ze tegenkwamen voor ze naar de camping reden en besluit samen met Mikal terug naar de kliniek te gaan. Daar ontdekken ze dat het bloed van mensen wordt afgetapt en vervangen door wit bloed. Terwijl ze daar zijn brengt Moemoe Vladimir naar de kliniek omdat hij huiduitslag heeft gekregen na het witte bloed te hebben gedronken. Dokter Van Pier besluit Vladmir te interneren en verzorgen. Hij betrapt Fanny en Mikal en legt hen uit dat hij weet dat Vladimir een vampier is en ook doorheeft dat degene is die vaak bloedzakjes kwam stelen. Hij belooft dat hij Vladimir zal verzorgen als de twee wegwezen.
De avond erop organiseert Goegebuer een zoektocht in het bos met diverse campingbewoners. Kiekeboe en Mona worden samen achtergelaten tot afgunst van Charlotte die met Sapperdeboere wordt alleen gelaten. Wanneer het begint te onweren vluchten Kiekeboe en Mona de kliniek binnen, waar ook Fanny en Mikal opnieuw op onderzoek zijn. Fanny en Mikal zien dat Kiekeboe en Mona worden opgesloten en besluiten Sapperdeboere te waarschuwen. Die heeft inmiddels ontdekt dat het witte bloed synthetisch bloed is. Kiekeboe belandt bij Balthazar in de cel. Balthazar blijkt te werken voor een Zuid-Amerikaanse organisatie, "El Oro Rojo", die in Zuid-Amerikaanse krottenwijken massaal bloed verzamelt en dan naar Europa smokkelt. Dokter Van Pier was een van hun grootste afnemers, maar zette een tijdje terug zijn aankopen stop. Balthazar moest discreet komen onderzoeken wat hier de reden voor was. Kiekeboe ontsnapt uit zijn cel en ontdekt een café waar allerlei vampiers bloed van het vat drinken. Daar treft hij ook Mona aan die een vampier is geworden. Sapperdeboere, Mikal en Fanny vallen de kliniek binnen en omdat ze look op zak hebben vluchten alle vampiers. Vladimir is razend op Mikal en besluit Mona in dienst te nemen als zijn verzorger. Dokter Van Pier legt hierop uit dat zijn kliniek eigenlijk een geheim café voor vampiers is. Hij tapt het bloed van alle patiënten af en vervangt het door kunstbloed, vervaardigd door de Japanse wetenschapper Datsubishi, die beneden in het gebouw opgesloten zat. Zo kan hij geld verdienen met het voeden van vampiers. Hierna valt de politie binnen en vervolgens ontdekt Fanny dat Mikal geen vampier is. Thea Traal herkent Mikals halsketting en het blijkt dat hij haar zoon is die op driejarige leeftijd ontvoerd werd. Vladimir was dus de ontvoerder en voedde Mikal op als zijn eigen kleinzoon.